# Cihutempel van Taoyuan
Cihutempel van Taoyuan is een taoïstische tempel in Taoyuan, Republiek China (Taiwan). De tempel werd in 1703 gesticht door de familie You uit Fujian. De tempel is gewijd aan de zeegodin Matsu. 

## Vereerde goden in deze tempel
- Matsu
- Guanyin
- Zhushengniangniang
- Ksitigarbha
- Fudezhengshen
- Marici Deva